# 斯波恒正
斯波 恒正（しば つねまさ、1948年 - ）は、日本の経済学者。専門は、計量経済学・計量ファイナンス。一橋大学名誉教授。一橋大学大学院経済学研究科教授兼筑波大学社会工学系教授や、早稲田大学大学院経営管理研究科教授を務めた。ペンシルベニア大学経済学博士（Ph.D. in Economics）。筑波大学社会工学研究科長在職中は楠本捷一朗博士課程長の指導の下、社会工学研究科博士課程に計量ファイナンス・マネジメント専攻の開設にあたった。

## 略歴

### 学歴
- 1964年3月 - 成蹊中学校卒業
- 1967年3月 - 成蹊高等学校卒業
- 1971年3月 - 成蹊大学経済学部卒業
- 1971年3月 - 成蹊大学大学院経済学研究科修士課程修了
- 1973年4月 - 成蹊大学大学院経済学研究科博士課程入学
- 1981年 - ペンシルベニア大学大学院経済学研究科修了、経済学博士（Ph.D. in Economics[2]）

### 職歴
- 1970-1975年 社団法人日本経済研究センター計量研究部産業班研究助手
- 1979年7月 - ラトガース大学経済学部講師・助教授
- 1986年 - 富山大学経済学部助教授
- 1990年 - 筑波大学社会工学部助教授・教授
- 1996-1997年 - 筑波大学大学院社会工学研究科科長
- 1999年 - 一橋大学大学院経済学研究科教授 兼 筑波大学社会工学系併任教授
- 2007年 - 一橋大学経済学研究科金融工学教育センター代表
- 2012年 - 一橋大学定年退職、一橋大学名誉教授、一橋大学大学院経済学研究科特任教授、早稲田大学大学院ファイナンス研究科教授[4]
- 2016年 - 一橋大学退職、早稲田大学大学院経営管理研究科経営管理専攻教授[4]